# Lake Mary
Lake Mary é uma cidade localizada no estado americano da Flórida, no condado de Seminole. Foi incorporada em 1973.

## Geografia
De acordo com o United States Census Bureau, a cidade tem uma área de 25,7 km², onde 23,7 km² estão cobertos por terra e 2 km² por água.

### Localidades na vizinhança
O diagrama seguinte representa as localidades num raio de 16 km ao redor de Lake Mary.

## Demografia
Segundo o censo nacional de 2010, a sua população é de 13 822 habitantes e sua densidade populacional é de 582,61 hab/km². Possui 30 915 residências, que resulta em uma densidade de 1 564,40 residências/km².